# ریک آلورسون
ریک آلورسون (انگلیسی: Rick Alverson؛ زادهٔ ۲۵ ژوئن ۱۹۷۱) کارگردان فیلم اهل ایالات متحده آمریکا است. وی از سال ۱۹۹۶ میلادی تاکنون مشغول فعالیت بوده‌است.